# Федоров Іван Федорович
Іван Федорович Федоров — автор нарисів зі статистики та історії Одеси.
Із середини 1860-х — до кінця 1890-х рр. був дійсним членом Одеського статистичного комітету, до якого у цей час входили відомі статистики та історики: А. Скальковський, П. Брун, А. Шмаков, М. Вольський та ін. Наприкінці 1860-х у збірці зазначеної установи вийшли дві його статистичні праці: про клімат Одеси й здоров'я городян та про становище робітничого класу Одеси (ця праця була практично першим дослідженням з цієї проблематики й досі є цінним джерелом для вивчення складу, занять та побуту одеських робітників дореформеного десятиліття). У 1870-х вийшло ще кілька статистичних праць. Вже тоді він розпочав збір історичних матеріалів про Одесу. Так С. Бернштейн у своїй праці «Исторический и экономический очерк Одессы» видання 1881, наводячи низку «интересных сведений, относящихся к истории завоевания бывшей укрепленной деревушки Гаджибея или Хаджи-бей», наголосив: «сведения эти сообщены нам членом Одесского статистического комитета Ив. Ф. Федоровым, они добыты им из архива при главном военном штабе в С.-Петербурге». Проте його історичний нарис Одеси «Столетие Одессы…» був завершений та опублікований лише у 1894. У той час він залишався дійсним членом Одеського статистичного комітету мав чин статського радника. Вищезгаданий нарис історії Одеси автор розподілив на 15 частин, поєднуючи притому хронологічний принцип з тематичним, авторський текст з історичними матеріалами:
1) Вместо введения: очерк северного побережья Черного моря с древнейших времен;
2) История Одессы: Покорение Гаджибея и правление адмирала де-Рибаса;
3) Учреждение первого городского управления, фамилии первых общественных деятелей и купечества;
4) Роспись доходов и расходов 1802 г.;
5) Правление герцога Ришелье;
6) Правление св. кн. Воронцова;
7) Бомбардировка Одессы в 1854 г.;
8) Пав. Евст. Коцебу;
9) Открытие городской общей думы и представители ее до последнего времени;
10) Генерал-лейтенант П. А. Зеленой;
11) Очерк народного образования в Одессе с 1804 г. до настоящего времени;
12) Н. И. Пирогов;
13) Топографический и географический очерк Одесского градоначальства и население Одессы, улицы и площади;
14) Промышленность и торговля;
15) Заключение".
Водночас на початку нарису І. Федоров стверджував: «История Одессы невелика: ее можно разделить на пять периодов: 1) Завоевание Гаджибея; 2) Ришелье; 3) Воронцов; 4) Коцебу и 5) Последнее двадцатилетие». Для написання зазначеного нарису застосував праці античних та середньовічних авторів та одеських істориків: В.Надлера, О. Маркевича та ін. Водночас помістив низку цінних матеріалів: переказ про штурм Хаджибея 1789 одного зі старожилів; список купців Одеси на 1800; список гласних міської думи від 1863 та ін. У нарисі також аналізуються географічні та геологічні особливості території Одеського градоначальства. Серед ілюстрацій слід відзначити: план-реконструкцію «Вид Гаджибея во время его завоевания» (потім неодноразово передруковувалася ін. авторами з певними змінами).

## Праці
- Столетие Одессы с портретами административных и общественных деятелей и с видами Одессы. — Одесса, 1894;
- Сравнительные цифры народного образования в Одессе за 20 лет // Адрес календарь Одесского градоначальства на 1887 год. Одесса, 1886.